# Heliocypha bisignata
Heliocypha bisignata är en trollsländeart som först beskrevs av Hagen in Selys 1853.  Heliocypha bisignata ingår i släktet Heliocypha och familjen Chlorocyphidae. Inga underarter finns listade i Catalogue of Life.